# 김재영 (배구 선수)
김재영(1988년 8월 31일 ~ )은 대한민국의 배구인이다. 언니 김수지도 배구 선수로 뛰고 있다.
2007년부터 2011년까지 수원 현대건설 배구단(2007년부터 2009년까지는 현대건설 그린폭스, 2009년부터 2011년까지는 현대건설 힐스테이트)에서 뛰었다. 2011년 배구계에서 은퇴한 이후에는 오스트레일리아(호주) 시드니에서 중동인과 결혼하여 살다가 2016년 인천 흥국생명 핑크스파이더스에 입단하면서 배구계에 복귀했다.